# Diasterope tenuiseta
Diasterope tenuiseta är en kräftdjursart som beskrevs av Poulsen 1965. Diasterope tenuiseta ingår i släktet Diasterope och familjen Cylindroleberididae. Inga underarter finns listade i Catalogue of Life.